# Agustín Argüello
Agustín Alejandro Argüello, (Córdoba, Argentina; 7 de noviembre de 1989), conocido como Agustín Argüello, es un cantante argentino. Se dio a conocer en el reality show argentino Operación Triunfo y en México, en La Academia, ambos en 2009 y en Segunda Oportunidad, programa que lo corona ganador. Se integra el grupo musical juvenil TOBBY, el cual se disuelve a finales de 2012 y comienza su carrera como solista y actor de teatro musical, en donde se destacó su participación en musicales como El Rey León (En México y España), Los Miserables y Ghost: El Musical, en donde recibió su primera nominación como «Mejor actuación masculina en un musical».

## Biografía
Agustín Arguello nació en Córdoba, Argentina el 7 de noviembre de 1989. Es hijo de Daniel Argüello y Adriana Mercado (ella nacida en la ciudad de La Rioja), ambos arquitectos y tiene un hermano menor, Martín Argüello. Desde los 4 años cursa en el instituto Nuestra Señora del Loreto, hasta sus 18 años, donde se gradúa e ingresa a la Universidad Nacional de Córdoba, estudiando licenciatura de cine y televisión.
Su papá le enseñó a tocar de niño la guitarra, primer instrumento con el que empezaba a acompañarse y con el que compuso sus primeras canciones y las grababa en su casa con su computadora.

## Inicios

### 2009: Operación Triunfo
En febrero de 2009, audiciona en Córdoba para la cuarta edición del reality show musical Operación Triunfo, transmitido por Telefe. En marzo ingresa al primer programa el cual era un casting en vivo. Después de su primera interpretación, Volver a amar, de Cristian Castro, Agustín consigue ser uno de los 19 participantes del programa e ingresar a la casa de Operación Triunfo, formato que se combinaba con el de Gran Hermano.
Luego de 17 conciertos y 4 meses de encierro, Agustín consigue el 3.er lugar, firmando un contrato con la disquera Warner Music Argentina, quienes le proponen hacer un dueto con su compañero Sebastián Martingaste.

### 2009: La Nueva Academia
El dueto no dura mucho, ya que ambos ingresan al reality show La Academia en la séptima generación en septiembre de ese mismo año. Luego de 12 conciertos, de una semifinal en Guatemala frente a más de 100.000 personas, en el zócalo de la capital, vuelve a llegar a la final del programa, transmitido desde el Estadio Víctor Manuel Reyna, en Tuxtla Gutiérrez, Chiapas, alcanzando el 4.° puesto.

### 2010: Segunda oportunidad
Al terminar La Academia, TV Azteca anuncia que formaría parte de la nueva telenovela Quiéreme tonto. Sin embargo luego se anuncia que él ingresaría a Segunda Oportunidad, programa que reunía a los mejores exparticipantes de 8 ediciones de La Academia, que no consiguieron ganar. La dinámica era grupal, y Agustín fue el capitán del equipo Rojo hasta el concierto 3, donde se integra al equipo Amarillo. se vuelve capitán del equipo en el séptimo concierto y llega a la final, consiguiendo el equipo el primer lugar, ganándose 2 millones de pesos.

### TOBBY
Luego de ganar Segunda oportunidad, junto a sus compañeros del equipo amarillo y un integrante del equipo azul turquesa, Sebastián, Matías, Óscar y Menny, conforman el grupo musical “TOBBY” el cual saca su primer sencillo Quiero amar, adaptación en español de Open Arms de Journey. Luego de reincorporarse con sus compañeros del grupo a la telenovela Quiéreme tonto, llegando a presentarse en un concierto en el Palacio de los Deportes de la Ciudad de México, compartiendo escenario con Kylie Minogue, Wisin & Yandel y Enrique Iglesias. En marzo de 2011 lanzan su segundo sencillo Déjalo el cual llega a los primeros puestos de las estacionea de radio. El disco TOBBY sale en julio de ese año y llega a colocarse en el segundo lugar en su primera semana. El 3.er sencillo Miénteme, en el cual debuta como compositor, junto al productor Jules Ramallano.
Luego de la salida de Sebastián Martingaste del grupo, Tobby lanza dos sencillos más Mi quinto elemento y Despiértame ya y en noviembre de 2012, deciden separarse y tomar caminos por separados después de 115 conciertos a lo largo de México, Estados Unidos, Guatemala y El Salvador, con más de 15.000 discos vendidos,[cita requerida] más de medio millón de reproducciones con sus canciones en YouTube,[cita requerida] y habiendo compartido escenario con artistas como Reik, Paty Cantú, Reyli Barba, Jesse & Joy, Noel Schajris, Leonel García, Belinda, entre otros.

## Carrera como solista y Teatro

### 2012-2013:Destinoy Una noche más

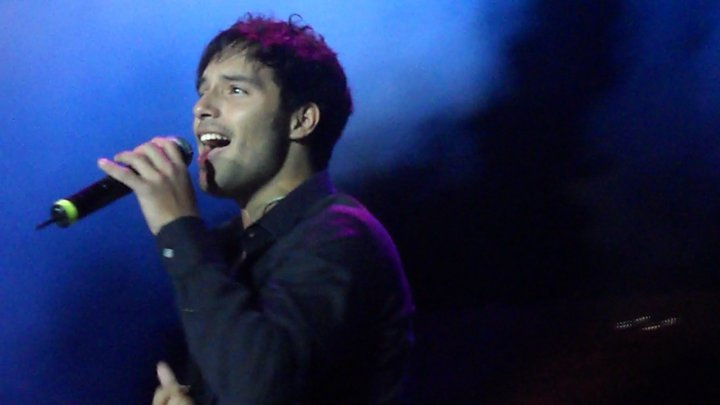
Agustín Argüello en concierto

Empieza su camino como solista, y su primer gran paso es ser el compositor de la canción principal de la telenovela Destino, interpretada por Carmen Ríos, «Mi camino es tu amor» la cual lo posiciona como compositor, colaborando también en canciones de artistas como Manuel Paz, Napoleón Robleto y Menny Carrasco. Además de las participaciones como actor en el unitario Lo que callamos las mujeres, se estrena también como presentador junto a Cynthia Rodríguez en el programa La vida es una canción, al aire en abril y mayo del 2013, también egresa de un taller de actuación en el Centro de Educación Artística (CEFAT) de TV Azteca.
Filma un videoclip y una canción de su propia autoría llamada «Una noche más». Además graba la versión pop de la canción y la estrena en su canal de YouTube y en iTunes. En un blast lanzado por su página web oficial, anunció el 26 de agosto de 2013 grabando su primer sencillo junto al productor musical Benjamín Díaz, quien ha trabajado con otros artistas como Reyli Barba, Marconi y con TOBBY.

### 2013: Primer sencillo oficial y debut en teatro
El 23 de septiembre de 2013, lanza su primer sencillo oficial como solista. El tema llamado «Cuanto más» y fue escrita por él mismo, junto con Cecy Leos, cantante del grupo Kaay y Francisco Oroz. Ese mismo día sale un lyric video en su canal oficial de YouTube y la canción se pone a la venta en iTunes.
El día anterior al lanzamiento, inició en la obra de teatro El mago de Oz, musical donde interpreta al hombre de lata, compartiendo cartelera con el actor Edgar Vivar. Este se convierte en su debut teatral, a pesar de haber hecho una míníma participación en el 2009, en el musical de OCESA, Mamma Mia! La obra da su última función el 1 de diciembre de ese mismo año, estando en cartelera durante 11 semanas.
A la fecha del 26 de noviembre, Cuanto más había ya ingresado a algunos charts como el Hit Parade, ranking más importante de Córdoba, Argentina, el cual duró 12 semanas, alcanzando como máximo la posición #13, y en Monitor Latino, el cual se encontró desde el 1 de noviembre entre el Hot 100, alcanzando máximo la posición #65 de las canciones Pop más tocadas en México, USA, República Dominicana y Puerto Rico.

### 2014:Qué rico mamboyLas Bravo
El 21 de diciembre de 2013, se anuncia la participación de Agustín en la obra de teatro Qué rico mambo del productor Eduardo Paz junto a grandes personalidades como Lourdes Munguía, Olivia Collins, Salvador Zerboni, PeeWee, entre otros. La obra se estrena el 4 de abril con taquilla llena en el Teatro Blanquita.
El 7 de abril de 2014, tres días después de su estreno, lanza «Desnudas mi corazón» segundo sencillo que se desprende de su primer trabajo como solista.
En julio, Agustín anuncia en sus redes sociales que su sencillo Desnudas mi corazón tema principal de la telenovela Las Bravo de TV Azteca, protagonizada por Edith González y Mauricio Islas.

### 2014:Soy tu dobley etapa de conductor
Participa en la primera edición del reality show de imitación de TV Azteca Soy tu doble, (programa similar a Tu cara me suena), el 18 de agosto, en el que consigue el 2.° lugar. Luego del programa, afianza su imagen con la televisora, apareciendo como invitado en varios programas, y como coconductor junto a Ingrid Coronado de la segunda temporada de La Academia Kids, al mismo tiempo apareciendo como coconductor de Canal Total, el canal principal de Totalplay, y como jurado de La Academia de Venga la alegría, compartiendo el panel de jueces junto con la conductora Raquel Bigorra, la periodista de espectáculos Matilde Obregón y el presentador Ricardo Casares.

### 2015-2017:El Rey León
A finales del 2014, OCESA anuncia el elenco de la nueva puesta de escena de El Rey León, el musical de Broadway emplazado en Ciudad de México, teniendo como protagonista principal a Carlos Rivera, quien interpretó el papel de Simba, alternando el personaje con Agustín. La obra se estrenó en mayo de 2015. Con el retiro de Rivera, asume el rol protagonista de Simba, un año después de estrenada la obra.
En septiembre de 2017 cuando después de casi dos años y ocho meses, la producción emitió un comunicando anunciando las últimas semanas de El Rey León y con ello, el fin de la primera temporada bajo el lema «Gracias México». Es así como Argüello concluyó su etapa en el musical el 14 de enero de 2018, cumpliendo más de 500 funciones dando vida a Simba.

### 2018-2019:Los Miserables
A finales del 2017, OCESA anuncia el elenco de la nueva puesta de escena de Los Miserables, uno de los también musicales de Broadway de igual forma emplazado en Ciudad de México, teniendo a Agustín, en el papel del estudiante revolucionario Marius Pontmercy, estrenando el 22 de marzo del 2018. Después de más de 300 funciones y un año de representaciones, el 28 de abril del 2019, la obra baja el telón, ganando un premio Lunas del Auditorio a Mejor Musical recibiendo 13 nominaciones en los Premios METRO.

### 2019-2020:La DoñayMentiras, el musical
Antes de acabar la temporada de Los Miserables, se incorpora al elenco de la segunda temporada de la serie de televisión de Telemundo, La Doña", al mismo tiempo que estrena como uno de los roles protagónicos del musical mexicano Mentiras  en donde se mantiene hasta el inicio de la Pandemia de COVID-19 a inicios de 2020.

### 2020-2021:Ghosty nominación a los Premios Metropolitanos de Teatro
En medio de la Pandemia de COVID-19, fue presentado el elenco del musical Ghost, basado en la película homónima. El musical estrenó en diciembre de 2020 y luego reestreno en marzo del 2021, debido a la situación sanitaria de la ciudad por la pandemia. El musical cerró en julio, y por esa actuación, Argüello fue nominado como Mejor Actuación Masculina en un Musical, en los Premios Metropolitanos de Teatro.

### 2021-2022:El Rey León España
En julio de 2021, se anuncia que Argüello será el nuevo protagonista del musical El Rey León, en Madrid. En 2022, ganaría el premio a mejor actor principal por su papel de Simba en los Premios BroadwayWorld Spain.

## Discografía

### Sencillos y EP
- 2013 - Una noche más
- 2013 - Cuánto más
- 2014 - Desnudas mi corazón - Canción de la telenovela Las Bravo
- 2015 - Mejor suerte la próxima vez - Canción de la película ¿Dónde estás Valentín?
- 2016 - Muriendo de amor
- 2016 - Tatuaje
- 2017 - Lo que ya no está
- 2017 - Están en ti / Él vive en ti (Sencillo - a dueto con Jorge Lau)
- 2018 - Noche sin fin (Sencillo - a dueto con Felipe Flores)
- 2018 - Sober
- 2018 - Todo vuelve a empezar (Sencillo - a dueto con Dai Liparoti)
- 2020 - Una razón

### TOBBY
- 2012 - TOBBY

### Colaboraciones
- 2013 - Cuánto más - a dueto con Napoleón Robleto
- 2014 - Cantemos ya! - a dueto con Franki3 Alvarado
- 2017 - Secret love song - a dueto con Salua Jackson

### Otras apariciones
- 2009 - Operación Triunfo 2009: Volumen 1
- 2009 - Operación Triunfo 2009: Volumen 2
- 2009 - La Nueva Academia
- 2010 - Enamórate con Azteca Novelas - Canción de la telenovela Vidas robadas
- 2012 - La Academia 10 años
- 2015 - El Rey Leon México

### Como compositor
- 2010 - Miénteme - TOBBY
- 2013 - Mi camino es tú amor - Canción de la telenovela Destino
- 2013 - Déjame olvidarte - Menny Carrasco
- 2013 - Te prefiero perdonar - Menny Carrasco
- 2013 - Escapémonos - Manuel Paz
- 2014 - Mi primer sí - Melany
- 2014 - Mi destino - Jesús Figueroa
- 2015 - Si tú te vas - Urband5

## Filmografía

### Reality shows
Telefe
- 2009 - Operación Triunfo Argentina - (Finalista - 3.er lugar)

TV Azteca
- 2009 - La Nueva Academia México - (Finalista - 4.° lugar)
- 2010 - Segunda oportunidad (Ganador) (Equipo amarillo)
- 2014 - Soy tu doble 2 (Subcampeón)[30]

### Telenovelas y series
Disney+
- 2022 - La última: Ídolo

Telemundo
- 2020 - La Doña: Eduardo Pérez Urresti[31]

TV Azteca
- 2010: Quiéreme tonto
- 2010/2011 - Lo que callamos las mujeres (Unitario)
  - 2010: Capítulo «Y si mi novio se enoja»
  - 2010: Capítulo: «Ni quiero ni me importa»
  - 2011: Capítulo: «Un error demasiado caro»
- 2013 – La vida es una canción
- 2014 – La Academia Kids 2
- 2014 – Canal Total (Totalplay)

### Otras apariciones
TV Azteca
- 2012 – La Academia Centroamérica (Jurado Invitado)
- 2014 – La Academia de Venga la alegría (Jurado)

Televisa
- 2016 - Recuerda y gana (Concursante)

### Teatro
- 2009 - Mamma Mia! (Participación especial)
- 2013 - El mago de Oz (El Hombre de lata)
- 2014 - Qué rico mambo (Rosendo del Mar)
- 2015-2017 - El Rey León (Simba)
- 2018-2019 - Los Miserables (Marius Pontmercy)
- 2019-2020 - Mentiras: el musical (Emmanuel)
- 2020-2021 - Ghost: El Musical (Sam)
- 2021-2022 - El Rey León (Simba)

## Premios
|      | PREMIACIÓN                          | CEREMONIA                        | PAIS   | PERSONAJE       |          |
| ---- | ----------------------------------- | -------------------------------- | ------ | --------------- | -------- |
| 2021 | Mejor Actor Principal en un Musical | Premios Metropolitanos de Teatro | México | SAM (Ghost)     | NOMINADO |
| 2022 | Mejor Actor Principal               | Premios BroadwayWorld Spain      | España | SIMBA (Rey León | GANADOR  |